# Bahnstrecke Heerlen–Schin op Geul
| |                       |                                         |                                         |
| Streckenlänge: | 7,8 km                |                                         |                                         |
| Spurweite: | 1435 mm (Normalspur)  |                                         |                                         |
| Stromsystem: | 1,5 kV =              |                                         |                                         |
| Streckengeschwindigkeit: | 100 km/h              |                                         |                                         |
| Zweigleisigkeit: | Heerlen–Schin op Geul |                                         |                                         |
| |                       |                                         |                                         |
| \| \| \| von Herzogenrath \| \| \| \| \| Heerlen \| \| \| \| 0,0 \| von Sittard \| von Sittard \| \| \| 0,4 \| Heerlen Woonboulevard \| Heerlen Woonboulevard \| \| \| \| Rijksweg 76 \| \| \| \| 2,4 \| Voerendaal \| Voerendaal \| \| \| \| Rijksweg 79 \| \| \| \| 6,0 \| Klimmen-Ransdaal \| Klimmen-Ransdaal \| \| \| 7,8 \| Schin op Geul \| Schin op Geul \| \| \| \| von Aachen (seit 1995 ZLSM-Museumsbahn) \| \| \| \| \| nach Maastricht \| \| |                       |                                         |                                         |
| Strecke |                       | von Herzogenrath                        | von Herzogenrath                        |
| Bahnhof |                       | Heerlen                                 | Heerlen                                 |
| Abzweig geradeaus und nach rechts | 0,0                   | von Sittard                             | von Sittard                             |
| Haltepunkt / Haltestelle | 0,4                   | Heerlen Woonboulevard                   | Heerlen Woonboulevard                   |
| Strecke mit Straßenbrücke |                       | Rijksweg 76                             | Rijksweg 76                             |
| Bahnhof | 2,4                   | Voerendaal                              | Voerendaal                              |
| Strecke mit Straßenbrücke |                       | Rijksweg 79                             | Rijksweg 79                             |
| Bahnhof | 6,0                   | Klimmen-Ransdaal                        | Klimmen-Ransdaal                        |
| Bahnhof | 7,8                   | Schin op Geul                           | Schin op Geul                           |
| Abzweig geradeaus und von links |                       | von Aachen (seit 1995 ZLSM-Museumsbahn) | von Aachen (seit 1995 ZLSM-Museumsbahn) |
| Strecke |                       | nach Maastricht                         | nach Maastricht                         |

Die Bahnstrecke Heerlen–Schin op Geul, auch als Heuvellandlinie bekannt, ist eine 1949 elektrifizierte Eisenbahnstrecke, die die beiden niederländischen Städte Heerlen und Maastricht miteinander verbindet. Sie wurde am 1. November 1914 als Verbindung zwischen der Bahnstrecke Aachen–Maastricht und der Bahnstrecke Sittard–Herzogenrath in Betrieb genommen.

## Bahnhöfe
Im Einzelnen werden folgende Bahnhöfe angefahren:
- Bahnhof Heerlen, wurde 1896 in Betrieb genommen und 2019 komplett umgebaut
- Haltepunkt Heerlen Woonboulevard, wurde 2010 in Betrieb genommen
- Bahnhof Voerendaal, wurde 1915 in Betrieb genommen
- Bahnhof Klimmen-Ransdaal, wurde 1915 in Betrieb genommen
- Bahnhof Schin op Geul, wurde 1853 in Betrieb genommen und 1913 zum Keilbahnhof umgebaut

## Regionalverkehrslinien
| Zugtyp                                 | Linienverlauf | Frequenz                                                         |
| -------------------------------------- | --- | ---------------------------------------------------------------- |
| RE 18 (LIMAX) Sneltrein 20300 (Arriva) | Liège-Guillemins – Bressoux –Visé – Eijsden – Maastricht Randwyck – Maastricht – Meerssen – Valkenburg – Heerlen – Landgraaf – Eygelshoven-Markt – Herzogenrath – Aachen West – Aachen Hbf | halbstündlich stündlich zwischen Liège-Guillemins und Maastricht |
| RS 18 Stoptrein 32000 (Arriva)         | Maastricht Randwyck – Maastricht – Maastricht Noord – Meerssen – Houthem-Sint Gerlach – Valkenburg – Schin op Geul – Klimmen-Ransdaal – Voerendaal – Heerlen-Woonboulevard – Heerlen       | halbstündlich                                                    |

Strecke Heerlen–Schin op Geul
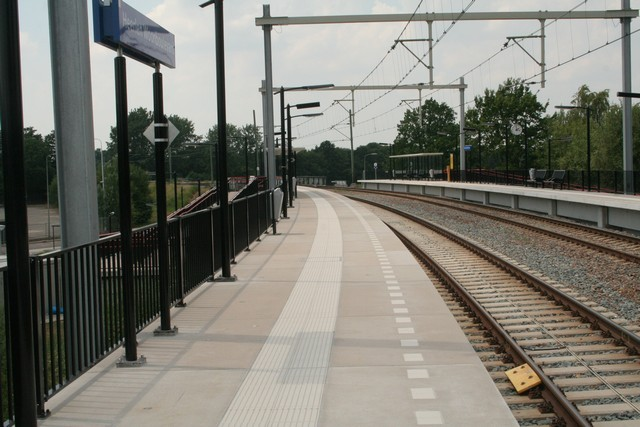
Haltepunkt Heerlen-Woonboulevard (2011)
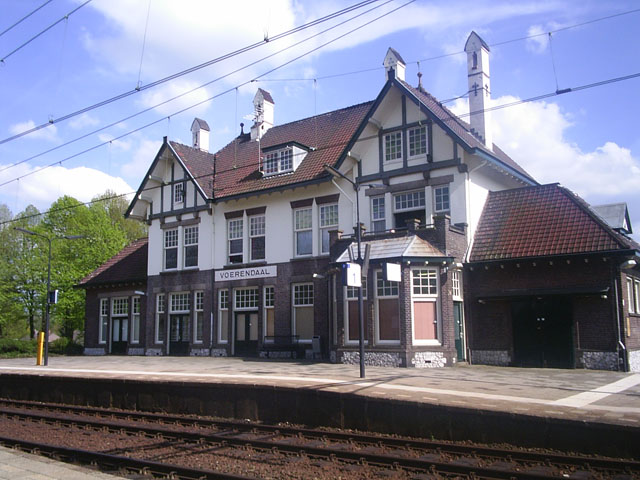
Bahnhof Voerendaal (2006)
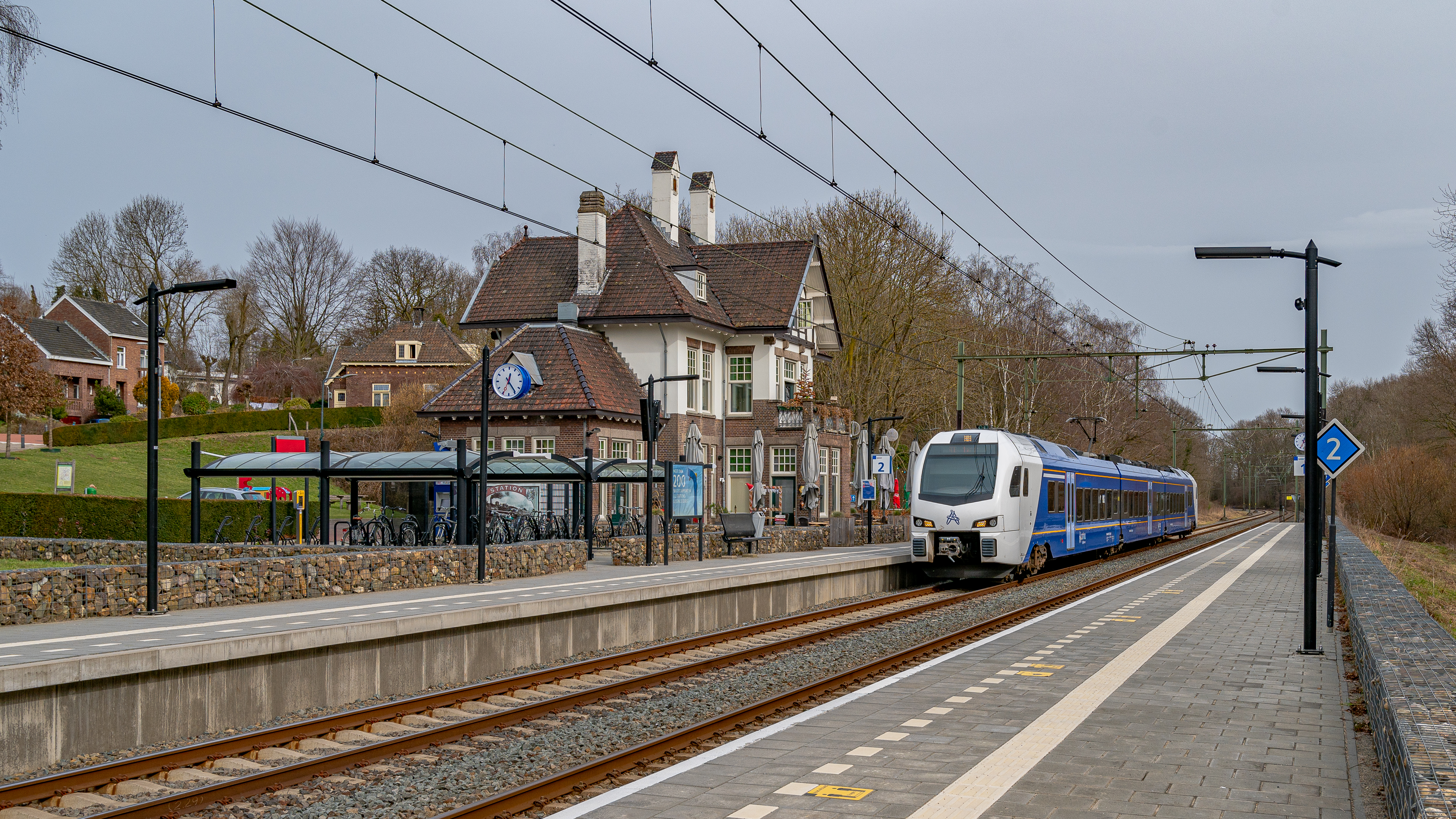
LIMAX bei der Durchfahrt am Bahnhof Klimmen-Ransdaal (2021)
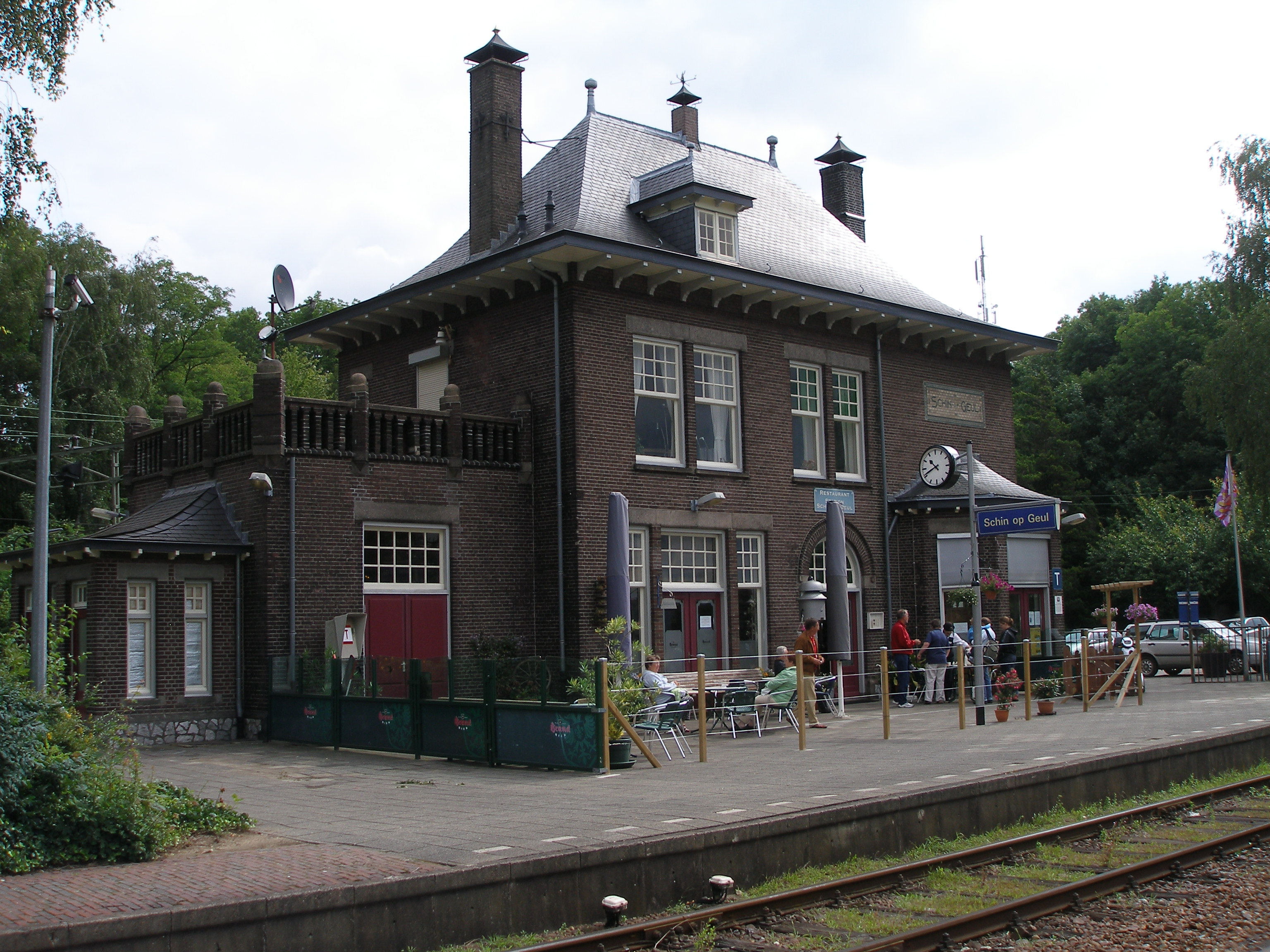
Bahnhof Schin op Geul (2008)
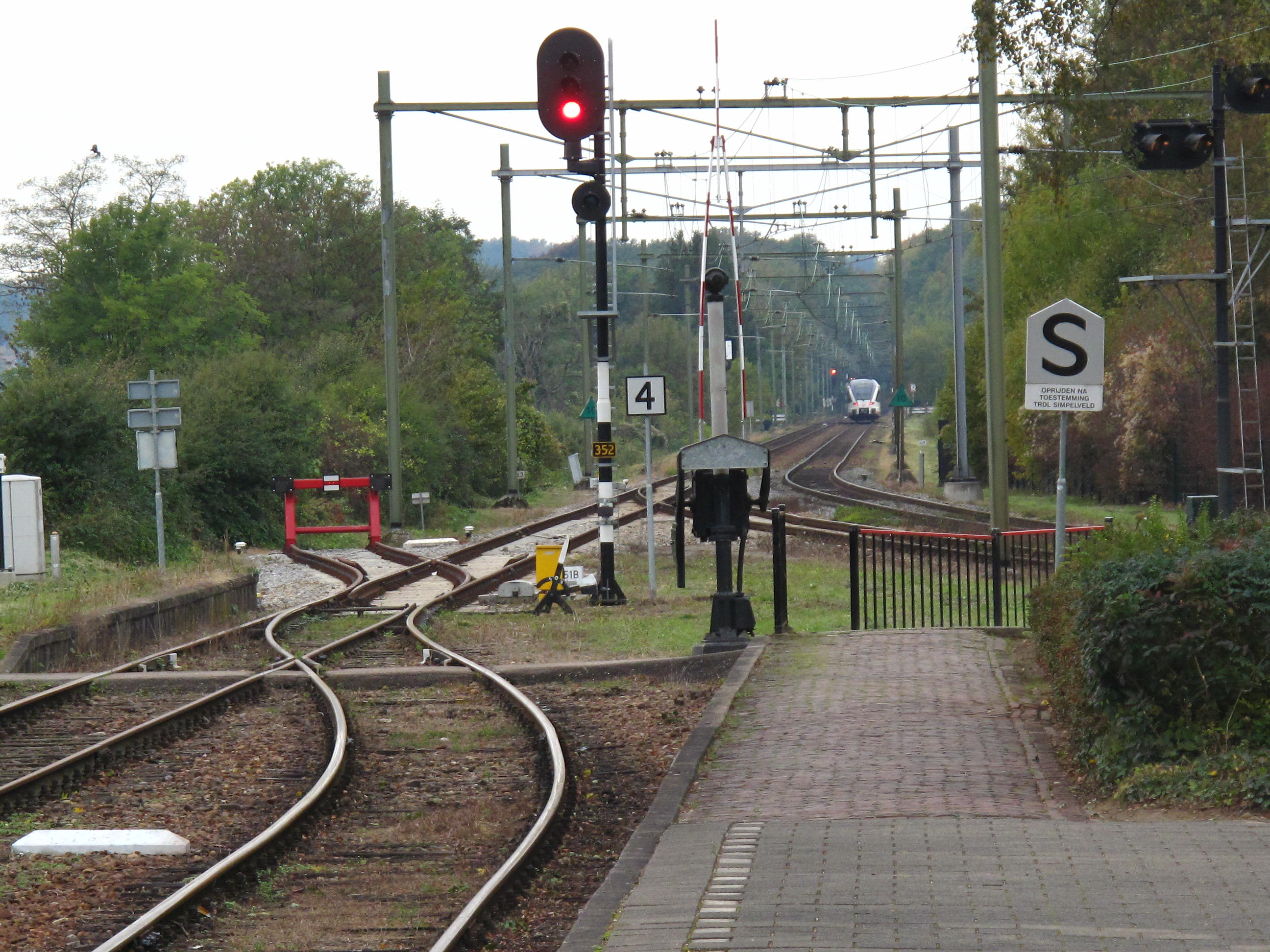
Keilbahnhof Schin op Geul (2010)